# Ваур (кантон)
Вау́р (фр. Vaour, окс. Vaur) — упразднённый кантон во Франции, находился в регионе Юг — Пиренеи, департамент Тарн. Входил в состав округа Альби.
Код INSEE кантона — 8134. Всего в состав кантона Ваур входили 9 коммун, из них главной коммуной являлась Ваур.
Кантон был упразднён в марте 2015 года.

## Население
Население кантона на 2009 год составляло 1637 человек.
| 1962 | 1968 | 1975 | 1982 | 1990 | 1999 | 2006 | 2009 |
| ---- | ---- | ---- | ---- | ---- | ---- | ---- | ---- |
| 1685 | 1898 | 1809 | 1714 | 1609 | 1517 | 1584 | 1637 |

## Коммуны кантона
| Коммуна            | Население, чел. (2010) | Код INSEE | Почтовый индекс |
| ------------------ | ---------------------- | --------- | --------------- |
| Ваур               | 328                    | 81309     | 81140           |
| Итзак              | 144                    | 81108     | 81170           |
| Ле-Рьоль           | 119                    | 81224     | 81170           |
| Марнав             | 78                     | 81154     | 81170           |
| Мийар              | 253                    | 81165     | 81170           |
| Монрозье           | 30                     | 81184     | 81170           |
| Пен                | 563                    | 81206     | 81140           |
| Руссероль          | 71                     | 81234     | 81140           |
| Сен-Мишель-де-Вакс | 68                     | 81265     | 81140           |